# Michele Camporese
Michele Camporese, född 19 maj 1992 i Pisa, är en italiensk fotbollsspelare som spelar för Reggina i Serie B. Han har tidigare bland annat representerat klubbarna Fiorentina, Benevento och Foggia.